# Guet des activités des mouvements marginaux et anarchistes
Le Guet des activités des mouvements marginaux et anarchistes ou GAMMA est une escouade créée en 2011 du Service de police de la ville de Montréal. Elle a pour but de surveiller et contenir les débordements et la violence politique liés aux mouvements anarchistes et altermondialistes. L'escouade a été créée en réaction à certains épisodes de vandalisme perpétrés lors de diverses manifestations impliquant ces groupes.

## Opposants
De l'avis du professeur Francis Dupuis-Déri, militant anarchiste notoire, le Guet des activités anarchistes « marquerait le retour de la police politique au Québec ». Il cite comme antécédent la cause Engler-Stringer contre la Ville de Montréal alors qu'un recours collectif fut lancé à la suite d'une arrestation de masse survenue en 2003. Le requérant y a soutenu que le SPVM pratiquerait une :  «discrimination fondée sur [les] convictions politiques». Ce profilage politique fut défini par ce requérant comme « toute action prise par une ou des personnes d'autorité à l'égard d'une personne ou d'un groupe de personnes, pour des raisons de sûreté, de sécurité ou de protection du public, qui repose sur des facteurs tels l'opinion politique, les convictions politiques, l'allégeance à un groupe politique ou les activités politiques, sans motif réel ou soupçon raisonnable, et qui a pour effet d'exposer la personne à un examen ou à un traitement différent ».